# Weidegeelster
Weidegeelster (Gagea pratensis; ongeldig synoniem Gagea stenopetala) is een bolgewas uit de leliefamilie (Liliaceae). De plant bloeit vroeg in het voorjaar.

## Naamgeving
De wetenschappelijke naam van de soort werd in 1794 als Ornithogalum pratense gepubliceerd door Christiaan Hendrik Persoon. In 1827 plaatste Barthélémy Du Mortier de soort in het in 1806 door Richard Anthony Salisbury voorgestelde geslacht Gagea.

## Determinatie
De plant wordt ongeveer 5–20 cm hoog en heeft één sterk gekield grondstandig blad dat zeer geleidelijk kapvormig is en 2–6 mm breed. Er zijn verder enkele schutbladen. In de bloeiperiode, die valt in maart en april, heeft weidegeelster meestal tot vier bloemen per stengel. Van deze soort is in Nederland nog nooit vruchtzetting waargenomen, en de soort plant zich hier dus vegetatief voort.
In elk geval in Nederland en Duitsland is het overgrote deel van de populatie pentaploïd: het chromosoomaantal is dan 2n = 5×12 = 60. Populaties die tetraploïd (2n = 48) en hexaploïd (2n = 72) zijn, komen ook voor. Een oneven aantal sets chromosomen (in dit geval dus 5) geeft vaak problemen bij de meiose, wat een verklaring kan zijn voor de overwegend vegetatieve vermeerdering.

## Ecologie
Ze groeit er van oudsher op hogere plekken langs beken en rivieren, vooral in de Liemers, het IJsseldal en de Over-Betuwe. Ze is aangewezen op vegetatieve vermeerdering waarbij de bolletjes vooral via het water worden verspreid. De plant is nu vooral te vinden in grazige vegetatie op stroomruggen langs rivieren, langs voormalige waterlopen, op oude vestingwallen, in parken, op begraafplaatsen en in weilanden en bermen. Het gaat dan soms om duizenden exemplaren. De indruk bestaat dat verdere verspreiding nogal eens door de mens heeft plaatsgevonden.
Weidegeelster doet het vaak goed op een tamelijk eutrofe bodem die af en toe licht wordt omgewoeld. Er zijn rijke groeiplaatsen gevonden in met mest geïnjecteerd grasland en op plaatsen in parken waar veel hondenpoep wordt gedeponeerd.

## Verspreiding
De soort is inheems in Centraal- en Oost-Europa en het Oostzeegebied. In sommige delen van Duitsland komt ze vrij algemeen voor. In België staat weidegeelster op de rode lijst en is ze nagenoeg uitgestorven. In Nederland is de soort vrij zeldzaam; het voorkomen is stabiel en niet bedreigd. 